# Alfredo F. Mayo
Alfredo F. Mayo (Madrid, 22 d'abril de 1943) és un cineasta i director de fotografia espanyol, que sovint ha estat acreditat també com Alfredo Fernández Mayo i Alfredo Mayo.

## Carrera
Al començament de la seva carrera, Mayo va treballar amb molts directors diferents, en pel·lícules pocs conegudes com a segon operador de Teo Escamilla i José Luis Alcaine fins al 1984, quan fou director de fotografia a La conquista de Albania. El 1991 va guanyar el Goya a la millor fotografia per Las cartas de Alou (1990). Ha estat nominat dues vegades més als Goya (El maestro de esgrima el 1992 i El misterio Galíndez en 2003), però no va tornar a guanyar el premi.
El 1991 fou director de fotografia de Pedro Almodóvar a Tacones lejanos i tornà a treballar amb ell a Kika (1993). En aquest moment també va començar a filmar per Marcelo Piñeyro, a Caballos salvajes; Mayo va passar a ser el cinematògraf amb qui Piñeyro va treballar en totes les pel·lícules que va dirigir ell mateix (excepte Historias de Argentina en vivo), incloses les aclamades per la crítica Plata quemada (2000) i Kamchatka (2002).
Posteriorment va col·laborar amb el director Gerardo Herrero, per a qui fou director de fotografia en deu pel·lícules de 1994 a 2006,. Mayo també ha treballat amb Fernando León de Aranoa en tres ocasions (Barrio el 1998, Familia el 1996, i la premiada Los lunes al sol en 2002).

## Premis i nominacions
A part del Goya a la millor fotografia per Las Cartas de Alou (1991) i dues nominacions més, Mayo va guanyar tres Còndors de Plata de l'Asociación de Cronistas Cinematográficos de la Argentina per les pel·lícules de Piñeyro Cenizas del paraíso (1998), Plata quemada (2001) i Kamchatka (2003).
També va rebre tres medalles del Cercle d'Escriptors Cinematogràfics a la millor fotografia per El maestro de esgrima (1993), El aliento del diablo (1994), i Cuando vuelvas a mi lado (2000). En 2003, fou novament nominat al premi per Los Lunes al sol.
A més va guanyar la Conquilla de Plata a la millor fotografia per Cuando vuelvas a mi lado 1999 al Festival Internacional de Cinema de Sant Sebastià, i per Plata quemada 2001 al Festival Internacional del Nou Cinema Llatinoamericà de l'Havana.

## Filmografia
- La conquista de Albania (1984)
- El Lute: camina o revienta (1987)
- Ke arteko egunak (1989)
- Tacones lejanos (1991)
- Las cartas de Alou (1991)
- El maestro de esgrima (1992)
- Kika (1993)
- El aliento del diablo (1994)
- Cenizas del paraíso (1998)
- Cuando vuelvas a mi lado (1999)
- Las razones de mis amigos (2000)
- Almejas y mejillones (2000)
- Adiós con el corazón (2000)
- Plata quemada (2000)
- Antigua vida mía (2001)
- Kamchatka (2002)
- Los lunes al sol (2002)
- El lugar donde estuvo el paraíso (2002)
- El Misterio Galíndez (2003)
- El principio de Arquímedes (2004)
- El Método (2005)
- Heroína (2005)
- Los aires difíciles (2006)
- Una Rosa de Francia (2006)